# Dūleh Sīb-e Rīg
Dūleh Sīb-e Rīg (persiska: دولِه سيب, دوله سیب ریگ) är en ort i Iran.   Den ligger i provinsen Chahar Mahal och Bakhtiari, i den centrala delen av landet, 500 km söder om huvudstaden Teheran. Dūleh Sīb-e Rīg ligger 2 069 meter över havet och antalet invånare är 776.
Terrängen runt Dūleh Sīb-e Rīg är kuperad österut, men västerut är den bergig. Runt Dūleh Sīb-e Rīg är det ganska glesbefolkat, med 38 invånare per kvadratkilometer. Närmaste större samhälle är Ālūnī, 18,3 km norr om Dūleh Sīb-e Rīg. Omgivningarna runt Dūleh Sīb-e Rīg är i huvudsak ett öppet busklandskap.